# Jobert de Síria
Jobert de Síria (també anomenat Gilbert, Josberto, o Joubert) (m. 1177) fou el setè Mestre de l'Hospital des de 1172 fins a la data de la seva mort, el 1177. Va succeir en el càrrec a Caste de Murols. Va mantenir la funció més caritativa de l'orde amb la producció de pa blanc per als pobres que s'allotjaven a l'Hospital de Jerusalem.
L'agost de 1174 va refusar, juntament amb els altres ordes militars, d'ajudar la flota siciliana que volia atacar Egipte amb Miles de Plancy com a regent del regne de Jerusalem. El desembre, però, es va reunir amb el nou regent, Raimon III de Trípoli contra Saladí. Va amenaçar la ciutat d'Homs, després que Saladí l'hagués presa. No hi va haver setge ni batalla, sinó un acord pel qual Saladí entregava presoners i deixava de cobrar unes rendes.
El 1176, Balduí IV de Jerusalem va confirmar uns drets sobre Egipte per a l'orde a canvi de l'assistència que Jobert va donar-li en campanya. Jobert és mencionat per últim cop el gener de 1177 i el seu successor, Roger de Moulins no estava d'acord amb el pla de campanya i la va abandonar.